# Eduardo Rómulo Castro Sánchez
Eduardo Rómulo Castro Sánchez (San Juan, 16 de junio de 1918 - Buenos Aires, 17 de enero de 2007) fue un militar argentino con actuación en la política en la presidencia de Arturo Umberto Illia.

## Biografía
Fue el primero de su promoción 65 en el Colegio Militar, egresando como subteniente de artillería en 1935.
Fue designado subsecretario de guerra del general de brigada Ignacio Ávalos en 1963. Ambos del sector "azul" y legalista, fueron elegidos por el presidente radical Arturo Umberto Illia. Tras el alejamiento de Ignacio Ávalos, fue designado titular de la secretaría el 22 de noviembre de 1965. Su designación trajo aparejada la renuncia del comandante en jefe Juan Carlos Onganía, en desacuerdo con el nombramiento de un general más moderno que él. De esta manera, ascendió a comandante en jefe el general de división Pascual Pistarini.
En su gestión junto con Ávalos impulsó la compra de material militar en Estados Unidos, la cual se vio interrumpida con el golpe de Estado del 28 de junio de 1966 y el cambio a material europeo.
Como legalista estuvo en todo momento en contra del golpe de Estado. Avanzados los hechos, y enfrentado con el general Pistarini, presentó su renuncia el 29 de mayo de 1966. El hecho desencadenante de la crisis fue el relevo del general legalista Carlos Augusto Caro sin su consentimiento. Tras el derrocamiento del presidente Illia, pidió la baja del Ejército.
En 2017 el presidente Mauricio Macri con acuerdo del Senado lo promovió a general de división post mortem en reconocimiento a su actitud en defensa del gobierno constituido.